# (14312) Polytech
(14312) Polytech (1976 UN2) – planetoida z pasa głównego asteroid okrążająca Słońce w ciągu 3,12 lat w średniej odległości 2,13 j.a. Odkryta 26 października 1976 roku.